# Alebroides raciborskii
Alebroides raciborskii är en insektsart som beskrevs av Irena Dworakowska 1997. Alebroides raciborskii ingår i släktet Alebroides och familjen dvärgstritar. Inga underarter finns listade i Catalogue of Life.